# Templiers Stadium
Le stade des Templiers est un stade de baseball situé à Lieusaint en Seine-et-Marne à côté de Carré Sénart. Cette enceinte est la résidence du club des Templiers de Sénart.
Il a été inauguré le 16 mai 2012, en présences de nombreuses personnalités, lors de la première journée du Challenge de France. Lors du match inaugural, ce sont les Barracudas de Montpellier qui se sont imposés face au Templiers de Sénart sur le score de 13-4. Par ailleurs, la finale du Championnat de France de Nationale 2 a eu lieu sur ce terrain en octobre 2012.

## L'ancien stade
Le club a joué de sa création à 2012 à Savigny le Temple rue de l'industrie.

Ancien stade
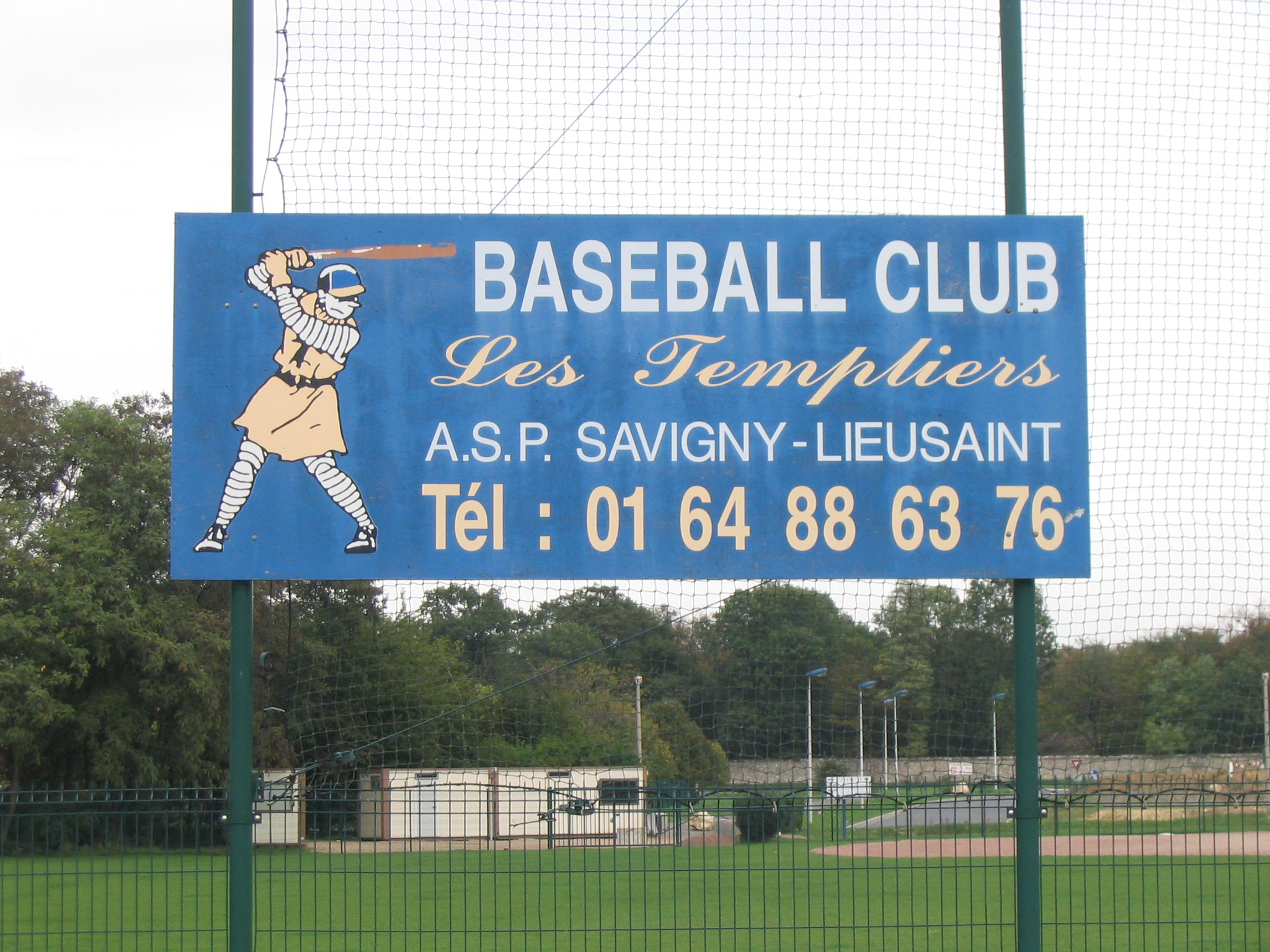
Pancarte à l'entrée de l'ancien terrain des Templiers de Sénart
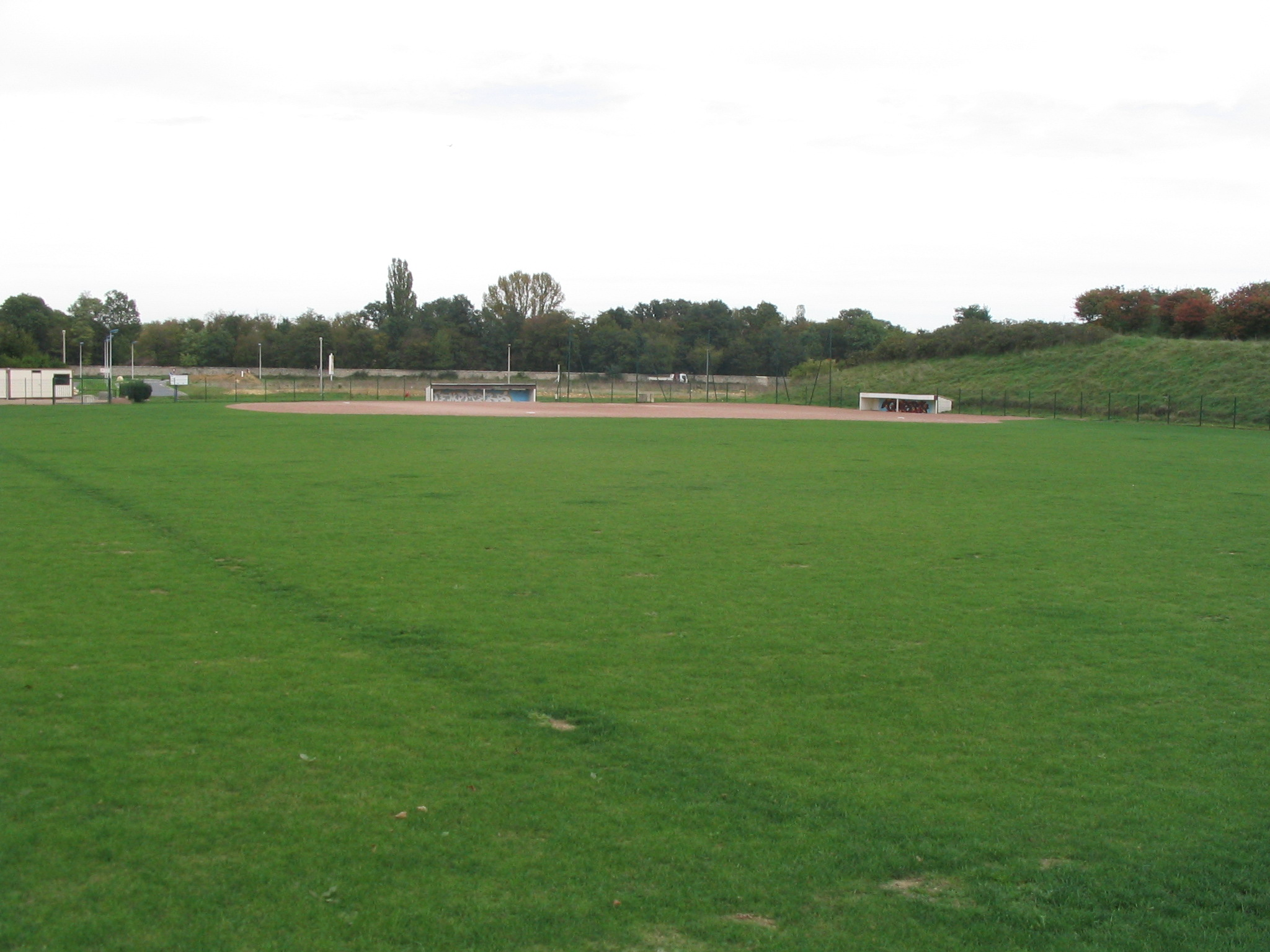
L'ancien terrain des Templiers de Sénart

## La construction du stade actuel
Les travaux qui avaient débuté en juillet 2011, pour un coût de 1 811 400 € et de 237 525 € pour la viabilisation ce sont terminés au printemps 2012.
Le premier match à avoir eu lieu sur le nouveau terrain fut un match contre le PUC le 29 avril 2012.

## Caractéristiques techniques
Le terrain de base-ball s'étend sur 22 000 m² comprenant aire de jeux et bâtiments (club house, vestiaires joueurs et arbitres, espace logistique) et il s'agit d'un des plus beaux stades de baseball français. Le terrain synthétique et l'éclairage à double intensité (450 - 650 lux) permettent au club de s’entraîner et de recevoir des compétitions nationales (Challenge de France) et internationales (Coupe d'Europe).
Des tribunes provisoires sont installés lors des grands événements organisés sur le terrain comme lors de l'inauguration ou de la Coupe d'Europe.

## Galerie d'images

Stade des Templiers
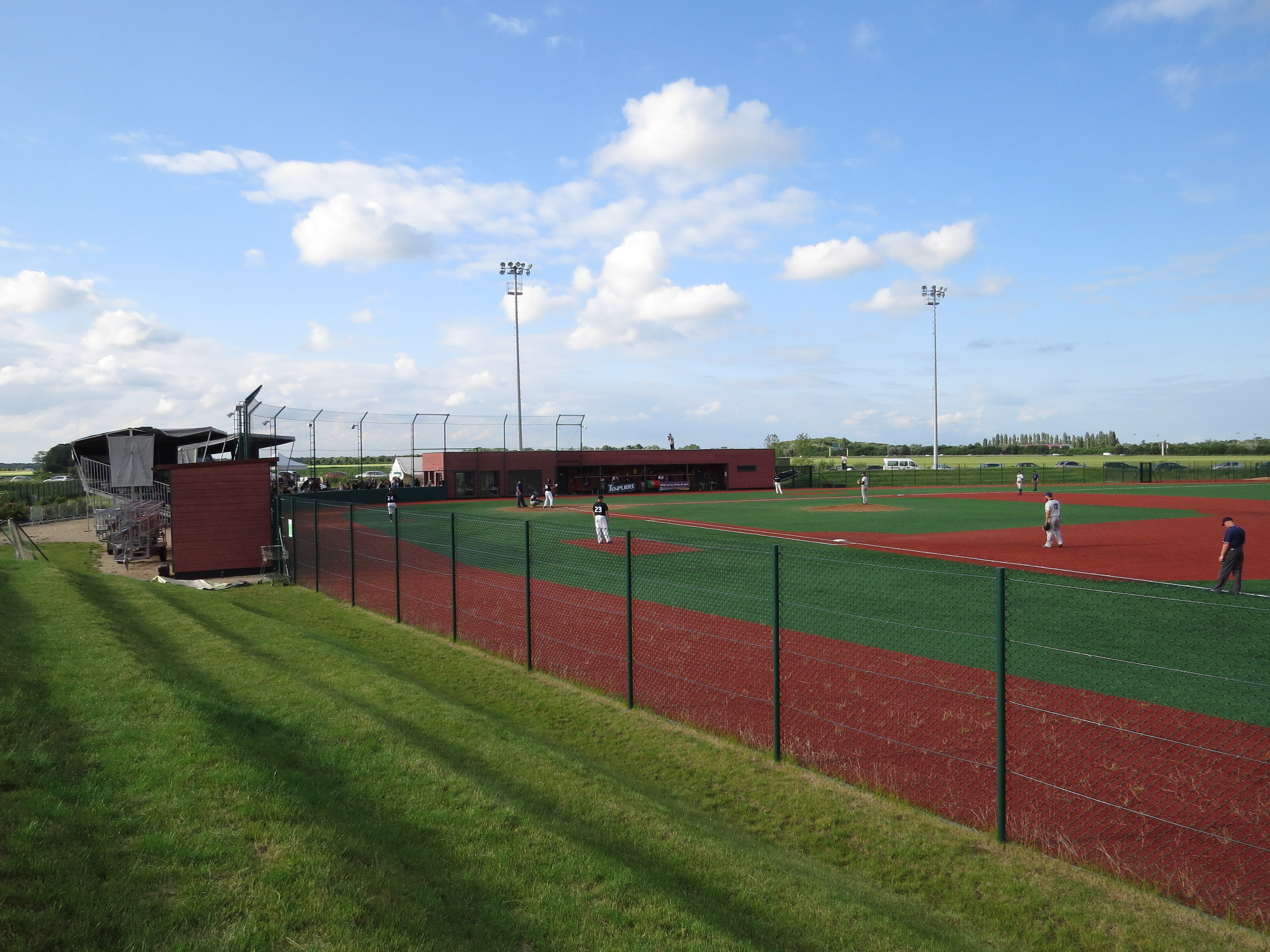
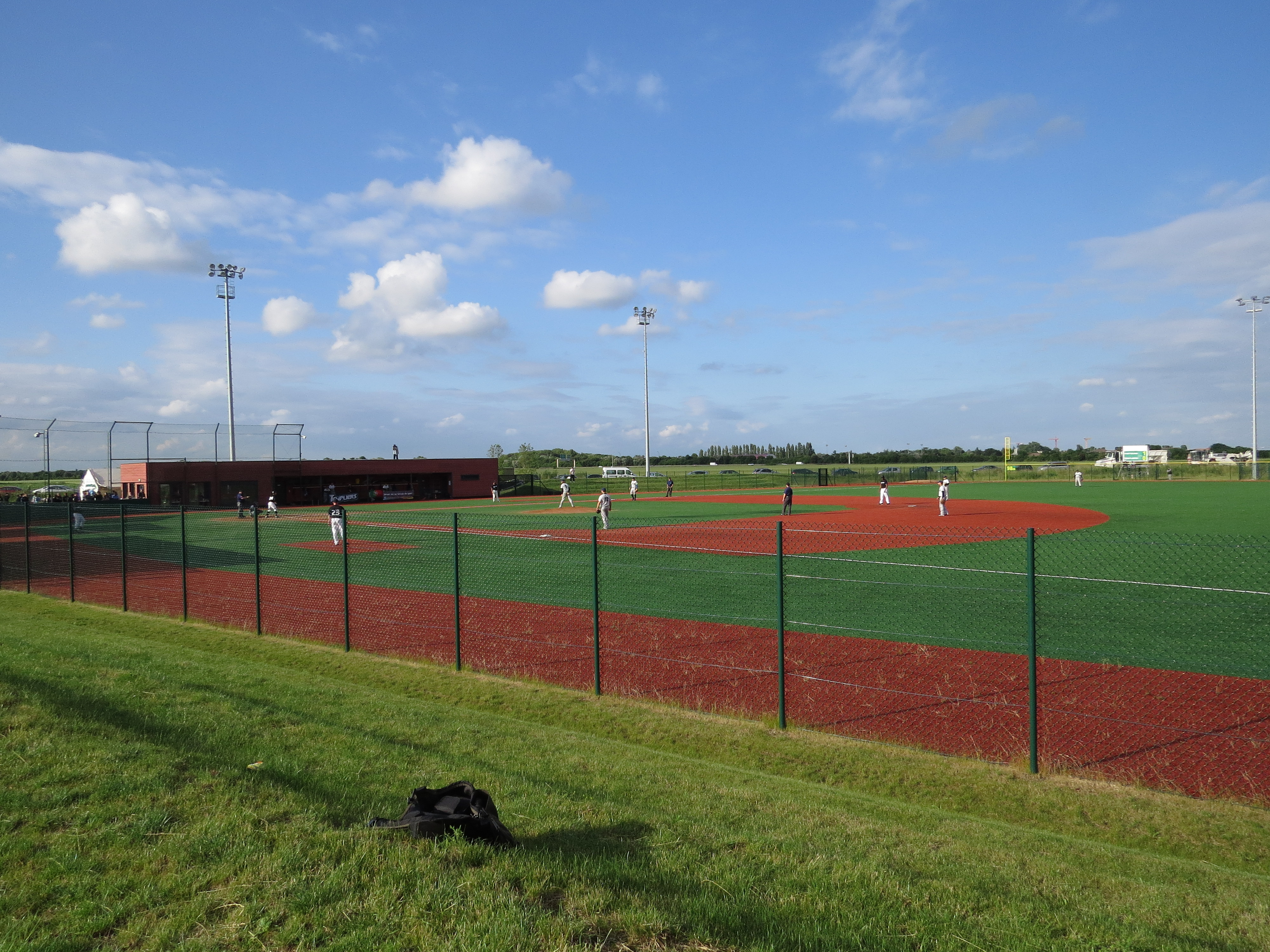
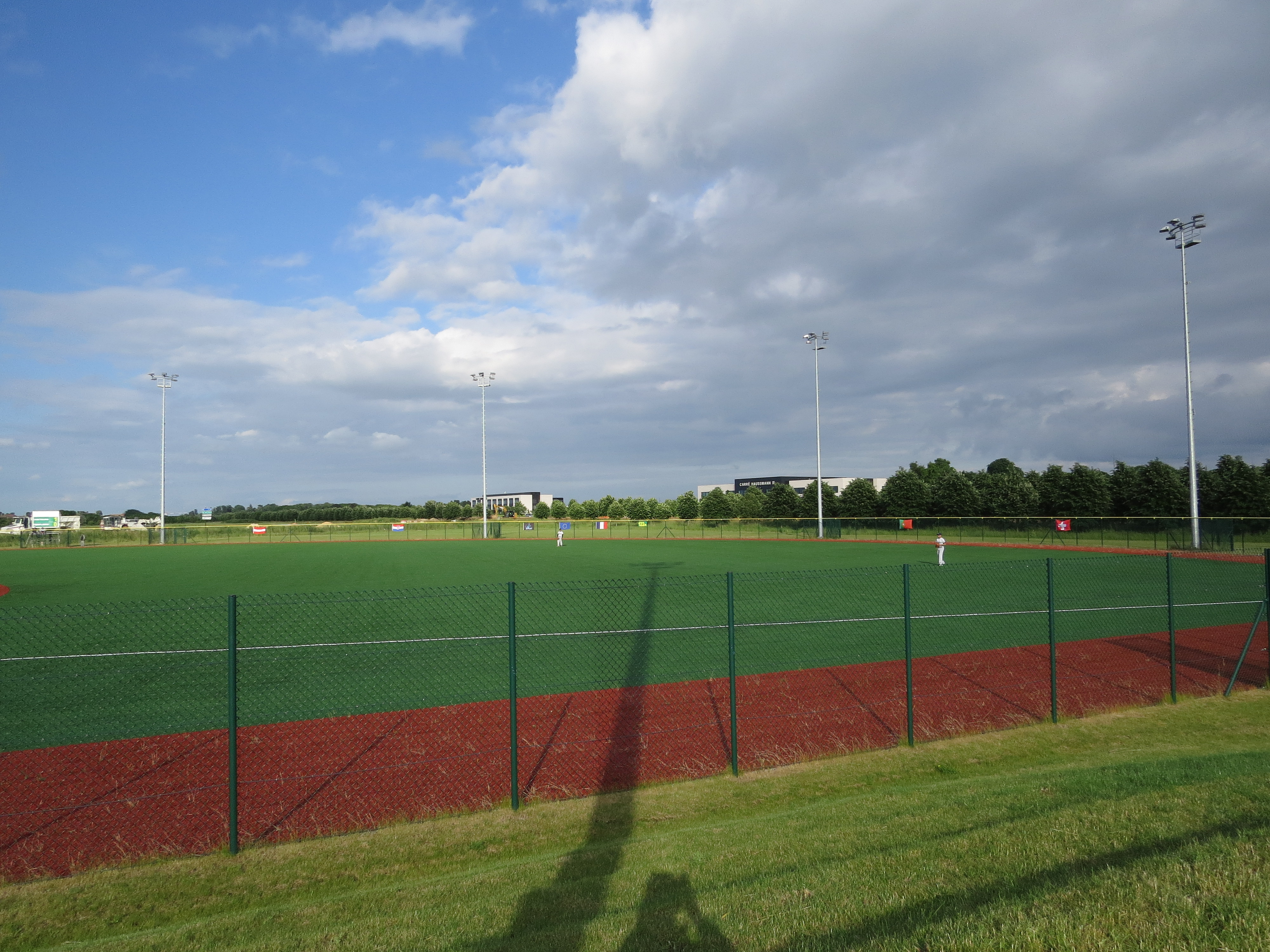